# هالي راينهارت
هالي إليزابيث راينهارت (من مواليد 9 سبتمبر 1990) مغنية وكاتبة أغاني وممثلة صوتية أمريكية ، صعدت إلى الصدارة لأول مرة بعد أن احتلت المركز الثالث في الموسم العاشر من أمريكان أيدول.